# Rease Heath
Rease Heath är en by i civil parish Worleston, i distriktet Cheshire East, i grevskapet Cheshire, i England. Byn är belägen 7 km från Crewe. Byn hade 700 invånare år 2021.